# Musetta Vander
Musetta Vander, pseudonimo di Musetta Van Der Merwe (Durban, 26 maggio 1963), è un'attrice sudafricana.
È nota soprattutto per i suoi ruoli in telefilm di fantascienza come Stargate SG-1, Highlander, Babylon 5 e Star Trek: Voyager.

## Biografia
Agli inizi della sua carriera è apparsa come "dream girl" in più di 20 video musicali di artisti di grande successo, tra cui: I Don't Wanna Lose You di Tina Turner, Healing Hands di Elton John, This Old Heart Of Mine di Rod Stewart e Bed Of Nails di Alice Cooper.
Il suo debutto nel cinema risale al 1989 col film A un passo dalla morte in cui recita accanto al marito Jeff Celentano e a Oliver Reed. Nel 1997 viene scelta per interpretare Sindel in Mortal Kombat - Distruzione totale e due anni dopo è nel western Wild Wild West con Will Smith, Kenneth Branagh e Kevin Kline. Nel 2000 ottiene un piccolo ruolo nel thriller The Cell - La cellula e interpreta una delle sirene nel film dei fratelli Coen Fratello, dove sei?. Nel 2005 è protagonista della commedia L'amore all'improvviso, diretta dall'italiano Anthony Caldarella; 
lo stesso anno viene inserita nel cast di Alpha Dog, ma le riprese del film coincidono con quelle di un'altra pellicola e l'attrice è costretta a rinunciare alla parte. Nel 2007 è diretta dal marito nel thriller drammatico Say It in Russian in cui recitano anche Faye Dunaway e Rade Šerbedžija. Il film è stato presentato ai festival di Cannes e Venezia. Nel 2008 è ancora una volta diretta dal marito in Breaking Point, thriller con Tom Berenger, Armand Assante e il rapper Busta Rhymes. Nel 2009 compare nella commedia horror Transylmania in cui interpreta una sexy ammazzavampiri; l'anno successivo è protagonista del drammatico Johnny, proiettato al Sabaoth International Film Festival.
La Vander ha anche prestato la voce a uno dei personaggi dei videogame Dune 2000 e Emperor: Battle for Dune, ha girato diversi spot pubblicitari per la Citroën, la Lancôme, le caramelle Skitties e la Coca-Cola ed è apparsa in magazine e riviste come Maxim, Femme Fatales e Details.
Oltre a dedicarsi al cinema e alla tv la Vander è anche insegnante presso la scuola di recitazione "Performer's Academy".

## Filmografia

### Cinema
- A un passo dalla morte (The Revenger), regia di Cedric Soundstrom (1989)
- The War zone: Echi di guerra (Monolith) (1993)
- Oblivion, regia di Sam Irvin (1994)
- Project: Metalbeast, regia di Alessandro De Gaetano (1995)
- The Secret Force (1995)
- Terrore sull'astronave (Project Shadowchaser III), regia di John Eyres (1995)
- Under the hula moon, regia di Jeff Celentano (1995)
- The Dark Mist (1996)
- Il West del futuro (Oblivion 2: Blacklash), regia di Sam Irvin (1996)
- American Hero, videogioco (1997)
- Mortal Kombat - Distruzione totale (Mortal Kombat: Annihilation), regia di John R. Leonetti (1997)
- Inganno ad Atlantic City (Gunshy), regia di Jeff Celentano (1998)
- Wild Wild West, regia di Barry Sonnenfeld (1999)
- Molly (1999)
- Fratello, dove sei? (O Brother, Ehere Art Thou?), regia di Joel ed Ethan Coen (2000)
- The Cell - La cellula (The Cell), regia di Tarsem Singh (2000)
- Forbidden Warrior, regia di Jimmy Nickerson (2004)
- MosquitoMan - Una nuova razza di predatori (Mansquito), regia di Tibor Takács (2005)
- Derby in famiglia (Kicking & Screaming), regia di Jesse Dylan (2005)
- L'amore all'improvviso (What's Up Scarlet?), regia di Anthony Caldarell (2005)
- Spymate, regia di Robert Vince (2006)
- Monster Night (2006)
- Planet Raptor, regia di Gary Jones (2007)
- Say It in Russian, regia di Jeff Celentano (2007)
- Transylmania, regia di David Hillenbrand e Scott Hillenbrand (2008)
- Breaking Point, regia di Jeff Celentano (2009)
- Johnny, regia di D.David Morin (2010)
- Spreading Darkness (2011)
- Under the Bed, regia di Steven C. Miller (2012)
- Five Hour Friends, regia di Theo Davies (2012)

### Televisione
- Super Force - serie TV, 7 episodi (1991-1992)
- La signora in giallo (Murder She Wrote) - serie TV, episodio 10x17 (1994)
- Crescere, che fatica! (Boy Meets World) - serie TV, episodio 2x15 (1994-1995)
- Un detective in corsia (Diagnosis Murder) - serie TV, episodio 3x16 (1996)
- Viper - serie TV, episodio 2x02 (1996)
- Highlander - serie TV, episodio 5x09 (1997)
- Buffy l'ammazzavampiri (Buffy The Vampire Slayer) - serie TV, episodio 1x04 (1997)
- Babylon 5 - serie TV, episodio 5x19 (1997)
- Sentinel (The Sentinel) - serie TV, episodio 3x18 (1998)
- Gli specialisti (Special Ops Force) - serie TV, 1 episodio (1998)
- Star Trek: Voyager (Star Trek: Voyager) - serie TV, episodio 5x17 (1999)
- Pensacola - Squadra speciale Top Gun (Pensacola) - serie TV, episodio 1x07 (1997-2000)
- Xena - Principessa guerriera (Xena: Warrior Princess) - serie TV, episodio 5x14 (2000)
- Secret agent man (Secret Agent Man) - serie TV, 3 episodi (2000)
- V.I.P. - serie TV, episodio 3x22 (2001)
- Son of the Beach - serie TV, 1 episodio (2002)
- Stargate SG-1 - serie TV, episodio 6x19 (2003)
- She Spies - serie TV, 1 episodio (2003)
- Frasier - serie TV, episodio 11x11 (2003)
- Beautiful (The Bold & The Beautiful) - soap opera, 1 episodio (2004)
- NCIS - Unità anticrimine (NCIS) - serie TV, episodio 8x07 (2010)
- Criminal Minds: Beyond Borders - seerie TV, episodio 1x10 (2016)
- Swedish Dicks - serie web, 1 episodio (2016)
- Hawaii Five-0 - serie TV, episodio 7x15 (2017)

### Cortometraggi
- The Endangered (1989)
- Dickwad (1994)
- Elissa (1997)
- Napoleonic (2008)

### Video Musicali
- Romance di Desiree Coleman (1988)
- Healing Hands di Elton John (1989)
- Bed Of Nails di Alice Cooper (1989)
- Shotgun Sally di Cats in Boots (1989)
- I Don't Wanna Lose You di Tina Turner (1989)
- I Live By The Groove di Paul Carrack (1989)
- This Old Heart Of Mine di Rod Stewart (1989)
- Wiseblood di King Swamp (1990)
- Close To You di Maxi Priest (1990)
- Every Heartbeat di Amy Grant (1991)
- Anything Is Possible di Debbie Gibson (1991)
- Go Walking Down There di Chris Isaak (1995)
- Keep On Lovin' Me Baby di Colin James

### Videogames
- It Came from the Desert (1990)
- Voyeur (1993)
- Dune 2000 (1998)
- Emperor: Battle for Dune (2001)

## Doppiatrici italiane
- Anna Rita Pasanisi in Mortal Kombat-distruzione totale
- Manuela Tamietti in Mosquito Man- una nuova razza

## Curiosità
- È amica dell'attrice Sandra Hess con cui ha recitato nel film Mortal Kombat - Distruzione totale
- Ha una laurea in psicologia.